# 太陽の勇者ファイバード
『太陽の勇者ファイバード』（たいようのゆうしゃファイバード、The Brave Fighter of Sun Fighbird）は、1991年2月2日から1992年2月1日まで、名古屋テレビ・テレビ朝日系列で、毎週土曜17:00 - 17:30（JST）に全48話が放送された、サンライズ制作のSFロボットアニメ作品、および作中に登場する主役ロボットの名称。『勇者シリーズ』の第2作目に当たる。

## 概要
前作『勇者エクスカイザー』とは同じ世界観を共有しており、同作品より9年後の世界を物語の舞台としている。また主役である火鳥勇太郎 / ファイバードが前作の主人公に憧れているなど、作品世界がリンクしているという裏設定も存在するが、これは当初、エクスカイザーが客演する案があった名残である。

### 制作
未就学児童向けだった前作に対し、本作品では作品の対象年齢が1 - 2歳引き上げられており、小学校低学年が対象視聴層となっている。これに伴って作品のカラーも、世界観のリアリティやハードアクションに重きを置く方向へとシフトしている。本作品から、翌々年の『勇者特急マイトガイン』まで設定制作に携わった岡一郎の語るところによれば、番組としても玩具としても成功した『エクスカイザー』に続く2作目ということから、本作品ではサンライズ・タカラの双方とも、『エクスカイザー』の時よりも欲を出してきていたという。すなわち、サンライズ側は作品として前作よりも広げたものを、タカラとしては技術的に前作を越えたものを、それぞれ本作品の制作に当たって求めていたわけである。
そうした背景もあってか、物語のプロットも『エクスカイザー』でのスタンスを踏襲しつつ、人間の姿をしたヒーロー、『サンダーバード』や『ウルトラセブン』といった特撮作品を想起させるメカニックの発進シーンなど、前作との差別化を図るべく様々な要素が本作品では取り入れられている。中でも開発力と高いモチベーションを備えた「博士」と「秘密基地」の存在、そしてジェット機を操り世界中どこへでも出動するというコンセプトは、毎回の事件の舞台が基本的に主人公の住む町内であった『エクスカイザー』に対し、よりスケール感を大きく広げる一助ともなった。
前作に引き続き監督を手掛けた谷田部勝義は、本作品を振り返って「『エクスカイザー』に「’（ダッシュ）」を付けた程度で、作劇的にはそこまで大きく変えてはいない」「『エクスカイザー』の縮小再生産をやっているようで辛かった」と、作品制作における苦労を述懐している。また、未就学児向けとして完成度が高かった『エクスカイザー』に対し、様々な大人の事情から本作品が「正義VS絶対悪」的な方向へシフトした点については、同作品より引き続き各話演出として参加していた高松信司のように、アニメ制作スタッフの中からも異論が上がっていたという。その一方で、1話完結のエピソード群への長期的な伏線の織り込み方や、個々の登場人物たちのキャラクター性の強さなど、シリーズ2作目であるがゆえの利点や経験値が活かされていると評する声もある。
商品展開に関しては、タカラの國弘高史の当時の上長から「合体は飽きた」という話が出たことから、武装でパワーアップするコンセプトになった。

### キャスティング
主人公のファイバードこと火鳥勇太郎は、『超音戦士ボーグマン』（1988年、日本テレビ系列）で主演を務めた松本保典が演じた。松本は声優グランプリの記事の中で、初の主演作『ボーグマン』ではOKが出てもどこが良かったのかわからなかったが、本作品ではアドリブや演技が後々の台本に行かされて楽しさを感じたと振り返っている。また、松本は天野博士役の永井一郎と、Dr.ジャンゴ役の滝口順平が真剣に作品と向き合って芝居を作っていたのが印象的である上、アドリブもすごかったと声優グランプリの記事の中で話している。

### 反響
アニメ誌では「火鳥さんのお嫁になりたいです!」という投書が見受けられ、前作に比べると女性ファンが増加した。また、視聴率は『エクスカイザー』より上昇し、勇者シリーズとしては歴代2位となる平均視聴率4.5%を記録している。
一方で、商業的には前作に比べ苦戦した。これは同年に放送された特撮テレビドラマ『鳥人戦隊ジェットマン』の売上が伸びていたことに加え、合体ロボット市場に新規参入した『絶対無敵ライジンオー』や『ゲッターロボ號』などと食い合ったことなどが原因である。その一方で、タカラの大野光仁はインタビューに際し、勇者シリーズの中でもっとも売れた作品にファイバードを挙げており、同様に谷田部も玩具は大ヒットしたので商売的には大成功だったと後に振り返っている。またガーディオンが主役ロボ並みに売れたことから、翌年『伝説の勇者ダ・ガーン』では子供が大好きなモチーフを主役に取り入れたという。

### 脅迫事件
登場人物の一人である天野ハルカの熱狂的なファンから、提供スポンサーのタカラと、アニメ制作会社のサンライズに続編を希望する投書などが送られた事件。投書は放送終了から1年以上が経過した、1993年6月頃から送られるようになり、1994年5月までにその総数は200通にまで上った。そのうち、タカラ宛は70通だった。
投書の中の数通が「富士フイルム専務殺人事件で殺された専務の二の舞になってもいいか」という旨の脅迫とも受け取れる内容だったことから、投書を受け取っていたタカラとサンライズは、警視庁と千葉県警に被害相談を行った。差出人の住所は架空で、筆跡から複数と見られていた。中には、天野ハルカが「いつも同じ服だから、服代に」と、2万5千円が送られて来たこともあるという。

### インターネットミーム
本作品の第3話「勢ぞろい宇宙警備隊」において、佐津田刑事との会話中、蝶を前にして「これはハトですか?」と火鳥勇太郎が尋ねる一場面が、ワケがわからないものや状況を指す時に使うインターネット・ミーム画像として、2010年代以降英語圏でよく知られるようになっている。
監督の谷田部は火鳥について、「まだ世の中のことを理解できていない、生まれたばかりのアンドロイドである」との設定から敢えて間抜けなキャラクターとしたこと、そしてそれによる見た目の格好良さとのギャップで小さい子を喜ばせる狙いがあったと語っており、このシーンについてもその一例であったことが示されている。

## あらすじ
西暦2010年。悪のエネルギー生命体・宇宙皇帝ドライアスは直属の配下であるシュラとゾルと共に地球に飛来。悪の科学者・Dr.ジャンゴと手を組み、地球に破壊と混乱をもたらすべく行動を開始した。
一方、ドライアス軍を追跡してきた宇宙警備隊の正義のエネルギー生命体たちは地球の乗り物に憑依していき、隊長のファイバードは天野平和科学研究所所長の天野博士が完成させたアンドロイド・火鳥勇太郎に憑依した。以降、宇宙警備隊は天野と彼の孫の天野ハルカ、その従兄弟の天野ケンタの協力も得ながら、ドライアス軍から地球を守るための戦いを繰り広げていく。
激化する戦いの最中、ドライアスが前線に出てくるも宇宙警備隊もパワーアップしていき、火鳥はファイバードとグランバードを合体させて、グレートファイバードを誕生させた。
最終決戦において、ドライアスはオーガニックドライアスに進化。その力の前に宇宙警備隊のロボットたちは破壊されていくがグレートファイバードは仲間たちの魂を纏い、その一撃でオーガニックドライアスを撃破。残りのドライアス軍は逮捕され、使命を終えた宇宙警備隊は宇宙に帰還する。この戦いの後、天野平和科学研究所はレスキュー隊として活動。半年後、消火作業中のケンタが炎の中に落ちそうになるも地球に帰ってきた火鳥が助け、火鳥とケンタたちは再会を喜ぶ。

## 登場人物
火鳥 勇太郎（） / ファイバード
声 - 松本保典
身体をもらった日：2010年2月2日 / 地球上での年齢は20歳。実際の年齢は12,000歳 / 身長185センチメートル / 体重85キログラム
宇宙警備隊隊長の「ファイバード」が、天野博士製作の救助用人間型アンドロイド「火鳥勇太郎」と一体化した姿。この名前は、博士が「アンドロイドだが、姿は人間なのだから人間らしい名前があったほうがいい」として「例え壊れても、不死鳥のように蘇る男 第1号」の意味で命名した。
本来のアンドロイド状態では金色の機械的な外見だが、アンドロイド用スーパーシリコンで出来た人工皮膚により、人間同様の外見となっている。この外見はハルカが憧れの男性の姿としてデザインしたのをファイバードが真似たものである。
搭乗機と合体する際は人工皮膚が吹き飛ぶが、自分のエネルギーと一体化させたことにより、合体解除後に復元するようになっている。血液型は偽装のために「アマノX28」と呼ばれる人工血液を体内に循環させており、表向きの血液型はAB型としている。普段は天野博士の助手をしており、白衣と眼鏡姿でいる。
アンドロイドの肉体のため、陸上での驚異的な運動能力はもちろんのこと、水中や宇宙でも生身での活動が可能。人間以上の学習能力を持っているが、地球の知識や常識が皆無なため時折常識ハズレな行動で周囲を驚かせてしまうことが多々あり、人を疑うことを知らない素直な性格のため、非常に的外れな発言が多く、老若男女問わず無警戒に話しかけたりすることもあるためそのことで変人扱いにされてしまうことも。そのせいで仲間たちとの関係を美子先生やレポーターの山咲モモコの質問にうっかり答えそうになったりするため回りにいるケンタたちが苦労することも。
また、チャンプをはじめ劇中に登場する動物たちと会話することが可能。さらには幽霊との会話も可能で亡くなった天野博士の妻ユリや幽霊船の船長と会話して事件解決に導いている。
知らない地球での日常に日々感動することが多いことから、「感動だぁ」が口癖で特に生命に関わることは特に感じている。地球に来訪後、テレビで放送していた時代劇を見た影響で日本語は覚えたものの、当初はかなり時代錯誤な喋りになってしまっていたがケンタたちとの生活で勉強していき徐々に覚えていくが、戦闘の際には岡っ引きが喋るべらんめぇ口調が残ってしまい登場時や合体後の口上でよく使う。飲食も可能で好物はハルカの作ったドーナツで、嫌いなものは食べ物だと勘違いしたタワシ。特技はオカリナの演奏で、最終決戦における勝利の鍵ともなった。
宇宙警備隊に入隊した理由は「エクスカイザーに憧れて」。
最終決戦でアンドロイドのボディを失いながらも勝利し、仲間たちと共に地球を去るが、エピローグにおいて、地球に再び訪れ、ケンタたちと再会を果たす。最終回後に発売された小説版にて、この時の姿はアンドロイドに精神が宿ったわけではなく、本来の姿である人間体であると言明されている。
- キャスティングについては随分迷ったという。オーディションの段階で松本のほかに置鮎龍太郎が最後まで残ったといい、そのいずれかを選ぶに当たって置鮎が格好いい伸びる声が出せるのに対し、松本が間抜けなキャラクターの演技が良かったことから、松本が火鳥役に起用されるに至った。

天野 ケンタ（）
声 - 伊倉一寿
10歳。天野博士の孫で、火鳥の弟分。天野平和科学研究所の近くに住み、研究所に入り浸っている。元気一杯の熱血漢であり、行動力にも長ける。口癖は「ミラクル○○」。
天野博士から、宇宙警備隊の地球協力隊員に任命され、火鳥と一緒に現場へ赴き、リスターの助けもあり、人質の救出などに従事。後半からは、フレイムショットを使い、テシターたちと戦うようにもなる。ヘルメット姿で活動していることから、マスコミからは「謎のヘルメット少年」と呼ばれている。
好き嫌いに関しては魚類、特に鰯が嫌いだったが、鰯のフライを火鳥に無理矢理食べさせられてからは美味さに気付き、好物となった。
アメリカに転校した、元・クラスメートの宮田ヨウコが初恋の相手で、これに絡んだエピソードも一篇制作されている。
- 初期デザイン案での名称は天野ソウタ。

天野 ハルカ（）
声 - 岩坪理江
10歳。天野博士の孫で、ケンタとは父方の従妹同士で同級生。両親はドイツに住んでいるため、博士の家で暮らしている。将来の夢はSF作家。
勝気なしっかり者で、博士やケンタはもちろんのこと、相手が男子の同級生や一国の皇太子であろうともその気迫で黙らせてしまう。小学生ながら家事全般を取り仕切るが、祖父が変な発明品ばかり作るために気苦労が絶えず、家計が火の車で「服も買えない」と愚痴をこぼしたこともある。
火鳥に憧れており、彼の姿はハルカが「自分の好み」でデザインしたものがモデルとなっている。このため、美子をライバル視している。
また、チャンプというポケットモンキーを飼っている。
天野 ひろし（）
声 - 永井一郎
60歳。天野平和科学研究所の創設者。世界的な学会に所属しており、それに見合うだけの腕前も持つ。ジャンゴの凶悪な発明による数々のピンチを新発明で乗り切ってきた。だが一方で本来の役目とは異なる効果を生み出す失敗作もかなり多く、一般的にはそちらの失敗で注目されている。そのため学会仲間の大半からは馬鹿にされることも多いが、失敗作が結果的に事件解決の手助けとなっている。
世界平和を真剣に考え、数々のレスキューメカを開発しており、その一環として開発したアンドロイドが、火鳥の地球で活動する身体となった。基地の開発資金を捻出するため、先祖代々の土地を売却したものの相続税を払っておらず、レスキュー活動も秘密で行っていることも手伝って、資金獲得のための様々な発明品の収益だけではやや財政が苦しいようで、行く先々で愚痴をこぼしているが、研究にかける費用を躊躇なく使うせいもあり、高額な電気代や請求書が来てもあまり気にしないせいで家計は大赤字の火の車となってしまっているのも実情でハルカの悩みの種でもある。
美子を仲間として家に招き入れるが彼女に亡き妻のユリの面影を見ており、しばしばちょっかいを出している。
ドライアス軍との戦いを終えた後、ヒルマン博士からの資金援助により、再スタートを切る。
- 初期デザイン案での名称は天野ベーター。

国枝 美子（）
声 - 勝生真沙子
23歳。病院に勤める女医で医大を飛び級で卒業している。趣味はオオサンショウウオの飼育。アンドロイドと知らず、献血に来て採血した火鳥の血に不審を持ったのがきっかけで、彼に疑問を抱くようになる。第24話の事件で火鳥の正体がファイバードと知った際はハルカたちに秘密を約束し後に天野博士の勧めによって天野邸に住み込む形で研究所の一員となった。最終決戦では、火鳥の吹いたオカリナのメロディーの中に、マイナスエネルギーを弱める作用があることを発見した。
作中では火鳥に対しほのかな想いを抱く描写もあったが、テレビシリーズではそれ以上の仲には発展しなかった。最終回後の後日談を描いた小説版では、男女の愛に目覚めた火鳥と相思相愛の仲に発展している。また火鳥に髪の毛を纏めていることを突っ込まれて以降、彼と会う時は髪を下ろす癖が付いた。
佐津田（）刑事
声 - 笹岡繁蔵
警視庁捜査一課所属の刑事。35歳、独身。柔道三段の有段者。先祖は岡っ引き。おにぎりと干物が好物で、パトカーの中でよく食べている。人に対する態度が少々横柄で正義感は人一倍強いがその分思い込みも強過ぎるがゆえに捜査の仕方にもやや問題があり、上司との衝突も辞さない。特に捜査対象の相手の胸倉を掴んで締め上げるなど、手法は強引なやり方が多い。その思い込みが強いせいもあり的外れな捜査や勘違いでドジを踏む間抜けな一面も持ち合わせている。しかし、正義感は本物で自分の出世には無頓着で出世より市民の安全を優先し、人命のかかった際は保護を最優先にする。その反面、助けた人に感謝されると素直に感激することもよくある。チェコ製のCz75自動拳銃を愛用しており、要人警護の任務を受け、遠距離からの一撃で、暗殺者の拳銃を叩き落す腕前を披露している。
物語の始まる3年前に起きた30億円強奪事件の犯人が、天野博士ではないかと強い疑いを向けており、作中でも事件発生の度に博士たち天野家の面々を犯人と疑ったり嫌味な態度を取るため、天野家の人間からは嫌われている。終盤のブラッククリスマス事件で天野家が宇宙警備隊の基地であることを知り、誤解に気付き天野博士と和解。素直に謝り事件を乗り切って宇宙警備隊に協力するようになる。
事件のたびに助けてくれるガードスターを信頼しており敬意を評して敬礼を交わすこともしばしば。自分のパトカーがガードスターであることは終盤まで気付かなかった。最後にも互いに敬意を表して、敬礼を交し合った。
最終決戦直後、Dr.ジャンゴを逮捕する。
山咲 モモコ（）
声 - 神代知衣
東西テレビのリポーター。24歳。趣味はプロレス観戦、各種占い。
専属カメラマンを引き連れ、イベント、新名所、事件・事故現場など、様々な場所への取材を行っている。ファイバードに助けられ、以後は「ファイバード様」と慕い、現場でモーションを掛け、暖かい声援を送る。白衣と眼鏡を着用した、火鳥には会ったことがあるが、美子に教えられるまでは正体に気付かず「眼鏡を掛けた、ダサい助手」と称していた。
実は、清少納言の子孫である。全編通してのコメディーリリーフ的存在。
天野 ユリ（）
声 - 天野由梨
天野博士の夫人。故人。たすくの母親で、ケンタとハルカの祖母でもある。1943年10月7日生まれのA型で、享年27。大学時代から、天野博士に理解を示し、結婚してからも中々世間に認めて貰えず、不遇の時期を過ごしていた彼を甲斐甲斐しく支えながら、ボランティアの医者として人々を救っていたが、トラックに轢かれそうになった老婆を助けようとして事故死した。彼女の死が、天野博士の世界平和を願う原点である。幽霊となった今でも、博士たちのことを草葉の陰から見守っている。生前は、美人で気立ても優しいため大変モテており、博士の恋敵は数多くいた上に、その中にはDr.ジャンゴもいたという。しかし、当の本人はジャンゴからアプローチをかけられていたことには全く気付いておらず、本人から告げられて初めて気が付いただけでなく、ジャンゴの名前すら知らない様子であった。
- 谷田部勝義によると、「あの博士の奥さんなんだから、きっと優しくて、母性的で……」と性格を考えていた際、担当声優の天野由梨のイメージが思い浮かび、そのまま発注したという。

天野 アキコ（）
声 - 友近恵子
ケンタの母親。専業主婦。天野博士は彼女の義父である。典型的な教育ママで、マザーマリアを尊敬している。成績優秀なハルカに比べ、成績が悪いケンタに奮起を促していた。火鳥と付き合うことを良く思っていなかったが、マザーマリアの事件の後態度を軟化させ、最終決戦前には全ての事情を知ることになる。
天野 たすく（）
声 - 徳丸完
天野博士の実子で、ハルカの父親。ドイツに在住している。父とは性格が正反対で、犬猿の仲でことごとくぶつかり合った。幼い頃に母親を亡くし、父親から独立していた。ハルカをドイツに住まわせようとしたが、最終的には意思を尊重し、同居を許す。
天野 ナツエ（）
声 - 一城みゆ希
ハルカの母親。夫と共に、ドイツに在住している。マイペースな性格。
一平（） / 五郎（）
声 - 中村大樹（一平） / 富田晃介（五郎）
泥棒2人組。ペルシャ秘宝展の真紅のダイヤを盗み出そうと計画したが、火鳥との遭遇やドライアスの襲撃で、計画は失敗。心を入れ替える。その後も度々登場しており、最終決戦後、天野平和科学研究所のレスキュー部隊の一員となっていた。
ヒルマン教授
声 - 今西正男
天野博士の科学者仲間であり、無二の親友。やや天然のきらいがあるものの、大気の汚染を取り除く大気元素浄化装置を創り上げるほどの実力者。ドライアスとの最終決戦で、天野博士が大気元素浄化装置用の増幅装置を新カタルシス砲への応用を求めた際は快諾した。ガードスターの尊敬する人物。
キャシー
声 - 吉田古奈美
ヒルマン教授の孫娘。未完成の大気元素浄化装置の悪用を思い付いた、Dr.ジャンゴによって誘拐された。ケンタに救出された際は彼に胸を触られ、ケンタの頬を叩きながら怒っていた。
ハック
声 - 菊池正美
実験研究都市「未来都市2010」のメイン コンピュータ。火鳥とは彼の素体であるアンドロイドに親近感を覚え、仲良くなるが、Dr.ジャンゴのコンピューターウイルスの実験に利用され、都市ごと大破させられる。
チチク
声 - 鈴木れい子
南米の奥地に住む、原住民の少年。村に昔から言い伝えられる神の力を狙った、Dr.ジャンゴに村を襲われた際、火鳥たちと知り合う。その際、懐中電灯に興味を示していた。引き換えに、野鼠の燻製を渡した（ケンタ曰く、美味いらしい）。ケンタとは気が合うのか合わないのか、よく喧嘩していた。
最終決戦では、デビルの塔を建造するための奴隷として働かされていた。
長老
声 - 丸山裕子
チチクの住む村の長老を務める老婆。洞察力が鋭く、火鳥に対して「私欲とも邪念とも無縁の澄んだ瞳」と評していた。最終決戦では、デビルの塔を建設するための奴隷として、チチクと同様に働かされていた。
アルバート
声 - 菊池正美
NASA基地勤務の新米飛行士だが、後に月面基地の技術主任となる。性格はやや気弱で控え目だが、いざとなったら思い切った行動に出る好青年。少々、薀蓄好き。
Dr.ジャンゴ
声 - 滝口順平
本名は、ジャンゴ・タランティーノ。暗黒世界の到来を願い、地球制覇を目的とする、悪の天才科学者。30億円強奪事件の真犯人。
かつては学会に所属しており、将来を有望視されていたが、名誉を焦り過ぎたため、天野博士の研究を盗んだことが明るみとなり、学会から追放された。その後、偏執狂的な性格のマッド サイエンティストとなり、自らの才能を認めない世の中に復讐を誓い、悪魔的な研究に没頭。独力で、海底基地を建設。地球を売り渡すことを条件に地球に到来した、ドライアスと手を組んだ。
人類の皆殺しを計画し、ドライアスから「奴隷が居なくなるのは不味い」と止められるなど、生命に対する愛情は一切持ち合わせていない。ただ、今は故人となった自分の母親（声 - 丸山裕子）に対してだけは頭が上がらなかったようで、彼女が幽霊となって自分の前に現れたときは怯える様子を見せた。
また、愛した人に対しては誠実かつ一途で、今は故人となった天野ユリに生前から惚れており、彼女の命日には毎年墓を綺麗に磨き上げバラの花を供えるなど一面もある。
目立ちたがり屋で、ノーベル賞受賞会場の占拠をはじめ、テレビカメラに至近距離で映り、演説をすることを好む。失敗作の多い天野博士に比べるとかなりの天才科学者だが、間の抜けた所が多々見受けられる。
毎回の作戦でメカ獣をファイバードたちに破壊され、その度に資金難に陥り、資金獲得のための作戦を立案。自身もメカ獣を操縦する技術を持ち、私欲のためではあるがシュラ・ゾルとトリオを組み出撃することがある。
最終決戦で、暗黒エネルギーの影響により若返るが、ドライアスが倒されたためか以前よりも老化し、宇宙警備隊が地球を去った直後、こっそり逃げ出そうとするも佐津田に逮捕された。

## 宇宙警備隊
宇宙警備隊の本部が置かれている星の出身者によって構成される。合体する際の掛け声は「フォームアップ」。火鳥のみ機体の名前を叫ぶ（「ファイヤージェット！」「ファイヤーシャトル！」）ことで変形・合体の合図となり「フォームアップ」は武装合体かジェット合体時のかけ声である。また、各自が様々な理由で入隊しており、性格も様々。基本的に、自分たちを勇者と自称していない。
地球上では本来の言語を地球語に翻訳することで、地球人との会話を行っている。本来の言語はエースバロンが初登場した際に使用され、「ウヨンゲキゴ」＝「ゴキゲンヨウ」。「タクラマシ」＝「シバラクダ」などである。国籍は皆、宇宙警備隊本部本星という星で、地球とは銀河系を挟んだ反対側にあるらしい。ファイバードは地球人の年齢に換算すると20歳 ＝ 実年齢は12,000歳なので、各隊員の実年齢は（地球概算年齢）×X=（歳）となっている。
テレビシリーズではドライアスを火急に追う必要があったため、「アウト・オブ・システム5型」と呼称する特殊装置によって、肉体から精神を分離して精神体で地球に来訪したが、最終回のその後を描いたノベライズではその必要がなくなったため、メンバー全員が本来の姿で地球に再び来訪した。外見こそ地球人と同じだがα波は桁違い。

### ファイバード
ファイヤージェット
地球での宇宙警備隊の主力となる、複座式の大気圏内型輸送機。天野平和科学研究所の真下にある崖の中から発進する。推進剤を換えることで、宇宙でも飛行可能。元々は変形機構を持たないが、ファイバードが地球に来訪した際にその力を吹き込まれており、変形命令を受けた場合にのみ変形する。
装備
消火弾ミサイル
最初はレスキュー用の装備だったが、戦闘の激化に伴い、発射装置は戦闘にも使用された。
フレアミサイル
主翼基部のミサイルランチャー。

ファイバード
人型に変形したファイヤージェットの胸部に、アンドロイドモードの火鳥が合体した姿。
変形・合体完了時のかけ声は「チェンジ・ファイバード」である。
敵と対峙したときは「ドライアスの手先め！」と叫ぶことが多い。
装備
ダイナバスター
両腕の小型ビーム砲。
フレアミサイル
ファイヤージェットと同型のミサイルランチャー。ファイバードに変形後は脚部から放つ。
ファイヤーロッド
脛部にある砲のバレルを引き抜いた棍棒。

フレイムブレスター
ファイヤージェットの支援戦闘機。コクピットは存在するが、作中では一貫して無人飛行機として描写されている。底面部のフックで、ファイバードを乗せての連携を展開。ファイヤージェットの後部への合体も可能。途中から、合体までの間の砲撃支援を行うようになった。
ファイヤージェットの発進シークエンスにおいても、基地内にて待機状態の同機の姿が描かれているが、具体的に基地のどこから発進しているのか、全編を通して作中で描写されることはなかった。
武装合体ファイバード
ファイバードがフレイムブレスターを兜と胸部の追加装甲として纏い、合体した姿。劇中でも元の名で呼ばれているが、書籍などでは「武装ファイバード」と略されている。
装備

フレイムキャノン
フレイムブレスターの主砲。発射時には背中側に畳まれた砲身を肩に担ぐよう展開してビームを放つ。
ダイナバスター
フレアミサイル
サンスライサー
胸の日輪マークの外枠が大型化し、炎を型どった刃となり手裏剣のように飛ばす。
フレイムソード
背中に畳まれたファイヤージェットの機首部分に収納されている剣。格闘戦で威力を発揮し、いちばん使われている。
フレイムバリヤー
フレイムソードをかざすことでバリヤーを展開して攻撃を防ぐ。
必殺技
フレイムソード・チャージアップ
フレイムソードに、フレイムブレスターに充填した太陽エネルギーを集め、火の鳥状のオーラを纏った状態で突撃。敵を袈裟懸けに斬る。
フルブラスト
フレイムキャノン、ダイナバスター、フレアミサイルを展開した状態。メカ獣に一斉射撃し、集中攻撃を行う。DX玩具は「戦闘モード」と呼称している。

ファイヤーシャトル
大気圏外用の輸送機で、大気圏内での飛行も可能。
本来は、大気圏外でのレスキュー用に作られたスペースプレーンであり、ファイヤージェットがドライアスとメカ獣の攻撃で大破した際、ファイヤージェットより宇宙エネルギーを移し変えることで調整を行い、同時にグランバードへの変形機構も追加された。出動時には研究所の裏山に秘匿された格納庫から打ち上げられる。
グランバード
人型に変形したファイヤーシャトルの左胸に、アンドロイドモードの火鳥が合体した姿。ファイバードとは異なり、ファイヤーシャトルの尾翼が展開する胸部装甲により、外観上からは火鳥の姿は確認できない。
変形・合体完了時のかけ声は「チェンジ・グランバード」である。
肩部、大腿部に燃料タンクを内包し、拳の強さはファイバードの1.5倍もの威力を誇る。宇宙空間ではドライアスと同等の機動力を有する。
武装
レーザーロッド
腕の先から出す棒状の武器。
シャインダート
フェザースラッシュ
グランアタッカー
胸部ビーム（名称不明）

ブレスタージェット
ファイアーシャトルの支援戦闘機。グランロケッターで砲撃する。ファイヤーシャトルの後部に合体することが可能であるが、劇中では最後までこれを行わなかった。ブラッククリスマス事件では、天野博士の操縦でファイバードを支援するとともに、ミサイルからネットを発射して佐津田を助けた。フレイムブレスター同様、基地のどこから発進しているのかについては描写されることはなかった。
ジェット合体グランバード
グランバードがブレスタージェットを、兜と胸部装甲として合体した姿。作中ではグランロケットは背部に折りたたまれており、ミサイル発射時は肩後方に展開するギミックがある。武装合体ファイバードと同様に、合体前の名で呼ばれる。
装備
レーザーロッド
シャインダート
グランスライサー
グランロケッター
グランアタッカー
グランキャノン
両足に収納されているパーツを組み合わせて完成する必殺武器。連射も可能。

グレートファイバード
ファイバードを核とし、ファイヤーシャトルが上半身と両足追加装甲となって「最強合体」した姿。火力は大幅に下がるが、ドライアスと互角に渡り合えるパワーと機動力を誇る。
装備、技
フレイムソード（グレート仕様）
フレイムブレスターとフレイムソードが合体した大剣。出現した瞬間は武装ファイバードのものと変わらないが、フレイムブレスターの合体後、相手に切っ先を向けると刀身が伸びる。資料によっては「グレートフレイムソード」とも記されている。
フレイムシールド
ブレスタージェットを盾として使用したもの。設定画も存在するが、劇中では未登場。
グレートキャノン
肩に装備されている、ファイヤーシャトルの主砲。一部資料には「グレートバスター」と記述される。
グレートアックス
ファイヤーシャトルの主翼の一部を取り外し、投げつける。
ラウンドディフェンサー
胸部の羽根を展開、扇状にする。100,000℃の熱を防ぐ。
バーンスライサー
額の日輪状のエンブレムを投擲、厚さ3メートルもの鉄板を切り裂く。
スライサーキック
ファイヤーシャトルの副翼を脚より出現させ、蹴りと同時に斬撃を加える。
グレートクラッパー
グレートボンバー
フレイムソード・チャージアップ（グレート仕様）
フレイムソードに、フレイムブレスターに充填した太陽エネルギーを集め、火の鳥状のオーラを纏った状態で突撃。敵の目前で、空中高く舞い上がり、袈裟懸けに斬る。
トリプルファイヤークロス
スーパーガーディオンとサンダーバロンの本体であるエネルギーを宿した状態から火の鳥に姿を変えて突撃する技（技名は劇中未呼称）。オーガニック・ドライアスを倒した。

### バロンチーム
天野博士の建造した特殊作業メカから成るチーム。エースバロン以外の4体は自我を持たず、彼の指令によって行動する。火鳥の操縦でも操作可能だが、エースバロンが気絶すると一斉に活動を停止する。
エースバロン
声 - 塩屋浩三
救助用戦車から変形。バロンチームのリーダーで、宇宙警備隊の最年長者。サンダージェット基幹部、サンダーバロンの頭部・胴体・大腿部を成す。ベテランの風格を感じさせる、皆の兄貴分的存在で、良き相談相手。本来の名前ではなく、天野博士の命名で名付けられた。
エースバロンの憑依後、機体の内部を天野博士が調査したこともあるが、変形合体機構の謎を解明することはできなかった。シンボルナンバー「1」。
宇宙警備隊に入隊した理由は、宇宙の秩序を守りたくてという旨が作中にて語られている。ノベライズにて人間体で現れた際、エスタバ・ローンの名前を貰う。
装備
ベルトリング
バロンクーラー
両腕から放つ火災消化用の消火剤。

ドリルバロン
ドリル戦車から変形。サンダージェット機首、サンダーバロンの左腕を構成する。
宇宙警備隊で唯一の地底戦力であり、劇中では火鳥が2回搭乗している。シンボルナンバー「2」。
装備
サークルカッター
キャノン砲
胸部にある砲身から放つビーム砲。ビームだけでなく接着剤も発射が可能で、破壊された建物の応急処置などに用いることが可能。

ロードバロン
トレーラーから変形。サンダージェット後部ブロック、サンダーバロンの右腕を成す。避難者たちの迅速な輸送などに活躍する。シンボルナンバー「3」。
装備
マグネトラクター
両肩に装備されたキャノン砲。アンカーを射出することも可能で倒壊する建物の牽引などに使用される。
バルカン

アクアバロン
潜水艦から変形。サンダージェット右翼部・サンダーバロンの右脚を成す。火鳥が水中での活動能力を有していないことから、最も多く搭乗したメカである。両肩に救助用ボートを備える。
第45話にてドライアスの一太刀でサンダーバロンから切断された際には、潜水艦の姿に戻って沈黙する様子も見られた。シンボルナンバー「4」。
装備
スティンガーネット
捕獲用ネット。救助活動でも使用できる。
魚雷

スカイバロン
小型ジェット機から変形。サンダージェット左翼部・サンダーバロンの左脚を成す。バロンチームの中では機動性が高く、当初は数少ない航空戦力であった。シンボルナンバー「5」。
装備
バキュームクリーナー
胸のフィンを回転させて火災で発生した煙を吸い込む。

サンダーバロン
声 - 塩屋浩三
5体のバロンチームが5体合体した姿。パワー攻撃が得意で、サンダージェット時のように空を飛ぶことも可能。
装備・技
サンダーカノン
両肩に装備される、主武装。
サンダーアンカー
胸部より射出される、左右3器ずつのワイヤーアンカー。放電も可能。
ドリルクラッシャー
左腕先端を展開、ドリルに変形。分離射出し、攻撃する。
ナックルクラッシャー
両腕を射出する、所謂ロケットパンチ。番組後半では、セパレーションアタックと呼称される。
一斉掃射
全身に装備した、ミサイルとサンダーカノンを発射。集中攻撃を行う。第32、47話で、スーパーガーディオンとともに使用した。
サンダークラッシュ
高圧放電を起こし、敵に体当たりする必殺技。サンダージェットに変形後、速度を上げて使用する場合もある。

合体技
ギャザリングスラッシュ
武装合体 ファイバードとの合同技。サンダーアンカーで絡め負った相手を放り投げ、フレイムソードで切り裂く。
ギャザウェイブラスター
サンダージェットが変形した銃火器を用いた合同技。スーパーガーディオンの胸部に接続後、グレートファイバードもスーパーガーディオンと接続することで完成。射手はグレートファイバードが務める。フレイムソード・チャージアップ（グレート仕様）が通用しないガルベージを倒した。
ソルバリアーフォーメーション
グレートファイバード、スーパーガーディオンと共に周囲を囲んだ状態から展開する光の檻のバリアー。ガルベージの爆発から発生する毒ガスを封じ込めた。

サンダージェット
現場急行型の戦闘機。この形態の時には、各機のナンバリングが見えなくなる。宇宙、水中を問わず活動が可能。バロンチームは研究所地下から海中を経て、この形態で発進する。ガーディオンを乗せることもある。
ギャザウェイブラスター時は機首が銃口に変形し、ロードバロンの操縦席部分が引き金となる。

### ガードチーム
緊急車両から変形合体するチーム。初期メンバー3名は、第1話にて天野平和科学研究所がボヤ騒ぎを起こした際に、現場へ駆けつけた警察と消防隊の車両にまとめて憑依した。主に救助活動を担うが、戦闘能力も高い。
ガードウィングを除き、バックパックには戦闘用のヘルメットを内蔵している。戦闘の際は「メットオン」の掛け声とともにこれを装着し、合体時にはバックパックごと切り離す。
機動兵器
ガードスター
声 - 坂東尚樹
佐津田刑事が運転するパトカーから変形する、ガードチームのリーダー。冷静な反面、スマートかつユーモア溢れる言葉を遣い、皆を明るくさせるが、怒らせると怖いタイプで、普段の冷静な彼とは変わって猪突猛進気味になる。ガルベージ事件にて、ガードファイアーとガードウィングが仲間割れを起こした際は、銃と鉄拳による制裁を行うことで「ドライアスと戦うだけでなく、地球人を守る」使命を思い出させた。
佐津田と一緒に行動していることからチームの中では出番が多く、単独でも活躍することも多い。出動する際は佐津田刑事にわからないように、こっそりと出る。佐津田と常に行動を共にしているため、彼を石頭と呼んだりもしているが、強引な手法で誤認逮捕をしてしまった41話で佐津田が休職した際にはせいせいしたと話していた。実は作中でいちばんの彼の理解者でチームのみんなにも実はそうだとツッコまれていた。休職になっても博士を逮捕するために捜査を続ける彼を案じており、彼の熱い正義感を他の誰よりも信じている。本人によれば地球に飛来した際、「佐津田刑事の熱い魂を感じてこの車に入った(融合)」と語っており、シリーズ中自分が憑依した乗り物を選ぶ際の動機が唯一明確にされている。宇宙警備隊に入隊した理由は、射撃の腕を買われたから。人間体で現れた際、諸星桜田門の名前を貰う。
装備
スターブラスター
戦いでは常に使用するガードスター専用拳銃。
腕部ワイヤー

ガードファイアー
声 - 巻島直樹
消防車から変形。熱血漢で消火活動に命を賭けており、仲間意識も重んじる。消防活動の際、自ら大声で消防隊員へ指示を出したことがあり、隊員たちには誰かわからないため消防活動の終了後に隊員たちは誰の指示だったのかと首を捻っている。
ケンタの友人・アキラが火の不始末で火事を出した際に自分の大事な模型を守ろうと自分の命を大事にしなかったことを説教しに行った際には、ガードスターとガードレスキューから「何をするか分からない」と言われて付き添われている。車形態にもかかわらず、器用にはしごで建物の屋上に捉まったり消化ホースを手のように動かせる。宇宙警備隊に入隊した理由は、昔から憧れの職業だったから。人間体で現れた際、新門辰五郎の名前を貰う。
装備
ジェットディスチャージャー
肩のノズルから水を放水して消化、もしくは攻撃に使用する。
ストラングルホース
消化ホースを延ばして拘束や鞭状に攻撃する技。
ファイヤーラダー
通常の避難ツールとしての使い方とは別に伸ばすことで壁面の破壊や打撃技に使うことも可能。
胸部熱線（正式名称不明）
機銃（正式名称不明）

ガードレスキュー
声 - 辻谷耕史
美子や医療スタッフたちが使用する救急車から変形。医学の知識を豊富に備えており、学者肌で性急に行動せず、緻密に作戦を立てて行動するタイプ。大半はガードスターとガードファイアーの抑え役に回ることが多く、実はチームの中でもいちばん冷静である。車内で怯える美子を励ますべく、通信機を介して、自分の声を聞かせたこともある。元宇宙医大生で宇宙医大の助手を志願したがくじ引きで外れて、宇宙警備隊を紹介された過去を持つ。人間体で現れた際、クロイツ・ルージュの名前を貰う。
装備
ハイテンションバンデージ
包帯状の拘束帯。敵の拘束に使用する。
プラズマトーチ
両腕からトーチを露出させて放つプラズマビーム。
レスキューカーゴ
腕のパーツを変形させて作り出す救助用の籠を作り出し救助者を搬送する。
レスキューグレネード
腕から放つグレネードランチャー。
ダブルレスキューグレネード
両腕でレスキューグレネードを放つ。
セーフティーバリヤー
エネルギー状のセーフティーネット。腕から射出して張り、落下物を受け止める。劇中で墜落するガードウイングを救出した。

ガードウィング
声 - 戸谷公次
火鳥からの救援要請で地球に来訪した宇宙警備隊員。他の任務により既に異星のメカと融合しており、地球で言うジェットヘリから変形する。他のガードチームのメンバーとは異なり、バイザーは内蔵式で装着状態がデフォルトとなっている。合体時にはこれを収納するのは他のメンバーと同様である。
他の3人に比べると戦闘向きの装備で攻撃性は3人よりも高く、特に空中戦が得意。自信家の恐いもの知らずで無鉄砲な孤高の一匹狼。宇宙警備隊の中では最年少であるがゆえの未熟な面も多々あり、ガードチームのメンバーだが協調性がかなり乏しく、協力を頼まれても断るなど単独行動が目立つ。作中でもドライアスを翻弄しながらも直接対決では力の差を思い知らされ、退却しようとしたり、周りの被害を顧みない戦い方で被害を出したり、ジャンゴに巨大化させられたゴリラを救うより倒そうとするなど、警備隊の使命を軽んじるといった描写も見られた。宇宙警備隊に入隊した理由は「格好いい」から。同時に今の宇宙警備隊はセコいから、腹をやぶりたいとも思っている。ノベライズでは人間体で現れた際、猿飛翼の名前を貰う。
装備
ウイングブーメラン
メザークラッシャー
ウイングデトネイター
ウイングボーンフーン
ニーグラッパー
腕の機銃（正式名称不明）
専用銃（正式名称不明）

ガーディオン
声 - 坂東尚樹
ガードチームの初期メンバーが3体合体した姿。ガードスターの人格が中心となる。合体前と同様、レスキューを主任務とする。スーパーガーディオンの登場後も出番はあり、単独でメカ獣を撃破したこともある。
装備、技
ガードディスチャージャー
エクステンションラダー
両肩後部の梯子を伸ばし、打撃に用いる。
ガードブラスター
両肩口の機銃。
ライトニングスターフラッシュ
胸のエンブレムから作り出した巨大な星形手裏剣で、敵を切り裂く。
コンビネーションキック

スーパーガーディオン
声 - 戸谷公次
ガーディオンとガードウィングが4体合体した姿。ガードウィングの人格が中心となる。ガードウィングが加わったことで地上戦だけでなく、空中戦も可能となった。合体後はガードウィングの人格が中心となる都合上、口調が荒っぽくなっているがメンバー全員が合体している関係上、冷静さも兼ね備える。ガードウィング同様の自信過剰さで敵に挑むがシュラに「威勢がいいのは口先だけか?!」と言われたことがあり、特にドライアスに対しては真っ先に挑むものの返り討ちにされることが多い。
装備、技
ウォータートルネード
フリージングトルネード
ガードデトネイター
ガードブラスター
ジェットスピンキック
ジェットクラッシャーパンチ
真空飛び膝蹴り
ガードフラッシュ
胸から「G」を象った光弾を放ち、敵をその形に射抜く。
一斉掃射
全身からミサイルを発射。「ガードブラスター」と記述されていることもある。

### 等身大アイテム
リスター
火鳥がケンタに与えたブレスレット。普段は武装合体ファイバードの顔を模した通信機として使用されるが、人型ロボットへの変形が可能であり、自立稼動により小ささを活かした作業やテシターたちのかく乱を行う。前腕には丸ノコギリが内蔵されており、小規模な切断作業もこなせる。
エースバロン以外のバロンチームと同様、人間の言語は理解しているが、自らが言葉を発することは無い。
フレイムショット
天野博士が開発した、対テシター用の銃。テシター壊滅光線発射装置と小型版のアンチテシターガンを経て、完成した。人間への殺傷能力はなく、Dr.ジャンゴにはそれを一目で見破られている。
当初はケンタが使用していたが、後に美子と佐津田も使用。

## ドライアス
前作では敵が単身地球に乗り込んだため、必要機材に関しては現地調達であったが、本作品の敵は主役陣営と同様、現地人（地球人）と接触し、その住まいを基地としている。前作で避けられていた「世界征服」を採用し、強奪、破壊活動を行う。
また幹部は人の姿をしているため、隠密作戦を展開できるようになり、火鳥とは違った視点での人間との接触も描かれている。敵ロボットも、前作の自律稼動から幹部自身が操縦する方式に変わり、これは次回作以降の敵側の定番となる。
宇宙皇帝 ドライアス
声 - 郷里大輔
宇宙から地球に来訪した、悪のマイナスエネルギー生命体。暗黒神となるため、自らの名を冠した組織を率い、地球人を奴隷とし、地球制覇を狙う。宇宙の全てを愛する火鳥が唯一、嫌悪する存在である。厳格ながらも、部下思いで、グレートファイバードに苦戦しているシュラとゾルにマイナスエネルギーを分け与え、宇宙警備隊に追い詰められた2人を「見てはおれぬわ!」と自ら助けに行くなど、器量の大きいところを見せる。
当初は、ジャンゴの海底基地の3体の神像から命令を下していたが、度重なる敗北に業を煮やし、自らが前線に立つ。ギアナ高地の最終決戦で、最期を迎える。
デスイーグル
鷲型メカで、ドライアスの上半身を構成する分身体。
武装
デッドインパルス

デス・タイガー
橙色の虎型メカで、ドライアスの右半身を構成する分身体。背中のデスキャノンは合体した際に分割され、両肩に装着。デス・イーグルに乗り、飛行することもある。
武装
デスキャノン
キラーバイト

デス・ドラゴン
赤いドラゴン型メカで、ドライアスの左半身を構成する分身体。背中の翼部分は合体後、デスシールドとなる。重機動型で水中戦に対応。
武装
ディスウォーター

3獣合体 ドライアス
第20話から登場。デスイーグル、デスタイガー、デスドラゴンが3獣合体した姿。
武装合体ファイバードを始めとする、宇宙警備隊の面々を上回る巨体、そして強大なパワーと機動力を備える。
武装、技
デスブレード
デスシールドに収納される、二又の剣。
デスシールド
グランキャノンをも防ぐ、頑強な盾。デスドラゴンの翼が変形した物。
デスキャノン
両肩のキャノン砲。
ホラーハーケン
両肩のデスタイガーとデスドラゴンの首を発射。遠隔操作によって、敵を攻撃する。
デビルフォーン
デスブレードの音叉状の刃を共鳴させ、マイナスエネルギーとファイバードたちの身体を苦しめる音波を発生させる。
ダークブレイザー
ヘルブラスト

ドライアスジェット
3獣合体ドライアスが変形する、巨大ジェット戦闘機。ファイヤージェットやファイヤーシャトルを凌ぐ飛行速度を誇る。
武装
デスキャノン

オーガニックドライアス
デビルの塔で全宇宙のマイナスエネルギーを吸収した、ドライアスの強化態。無機物の体から、有機体へ変化。宇宙警備隊との最終決戦ではスーパーガーディオンとサンダーバロンを破壊するが、彼らのエネルギーを宿したグレートファイバードの突撃で胴を貫かれ、ドライアスの姿に戻りながら最期を迎えた。
『ブレイブサーガ2』にも登場こそしなかったものの、発表当時にデフォルメ画も描き起こされている。

### ドライアスの配下
シュラ
声 - 梁田清之
ドライアスの部下で、Dr.ジャンゴが開発した、細身の男のアンドロイドに乗り移った、マイナスエネルギー生命体。頭脳戦を得意とし、破壊工作にも長ける。
クールで狡賢い性格。作戦をそつなくこなし、火鳥との肉弾戦でも善戦することが多い。美しいものが大嫌いで、人間の楽しみを邪魔したり破壊するのが趣味。
最終決戦では、ケンタたちを追い詰めるが、スーパーガーディオンとサンダーバロンの攻撃で、アンドロイドの身体を失い、本体のエネルギー体も逮捕された。
- 初期デザイン案での名称はMr.サツバツ。

ゾル
声 - 島香裕
ドライアスの部下で、Dr.ジャンゴの作った、大男のアンドロイドに乗り移った、マイナスエネルギー生命体。自分を邪魔する存在はすべて破壊するなど、力で制圧する作戦を好む。
短気で粗暴な性格。ジャンゴやシュラに見下されることが多いが、怒ると手が付けられない。また、子供が苦手という意外な弱点がある。
最終決戦では、シュラと同じ結末を迎え、逮捕された。
- 初期デザイン案での名称はMr.アクラツ。

テシター
シュラやゾルの指揮の下で行動する、戦闘員型のアンドロイド。大量生産タイプだが、命令を忠実に果たすなど、優秀な性能を有している。
エースバロン以外のバロンチーム、リスターと同様、人間の言語は理解しているが、自らが言葉を発することは無い。
元々は、ハルカが「ドライアスの手下だから」として命名した呼称で、作中でジャンゴたちが正式名称に言及することはなかった。
メカ獣
Dr.ジャンゴが製作した、ロボット兵器。作戦毎に、シュラとゾルのいずれかが操縦する場合と、2人で操縦する場合がある。ジャンゴ自らが操ることもあるが、無人でも行動可能。脱出用の飛行艇は、コクピットとなる。

## スタッフ
（オープニングクレジットより）
- 企画 - サンライズ
- 原作 - 矢立肇
- シリーズ構成 - 平野靖士
- キャラクターデザイン - 植田均
- メカデザイン - 大河原邦男
- 美術 - 岡田有章
- 音響 - 千葉耕市
- 撮影 - 鳥越一志
- 音楽 - 渡辺俊幸
- アニメーターチーフ - 大張正己
- 演出チーフ - 日高政光
- デザイン協力 - デザインメイト
- 監督 - 谷田部勝義
- プロデューサー - 今井慎（名古屋テレビ）、本名洋一（東急エージェンシー）、吉井孝幸（サンライズ）
- 制作 - 名古屋テレビ、東急エージェンシー、サンライズ

## 主題歌
オープニングテーマ「太陽の翼」
作詞 - 大津あきら / 作曲 - YAMATO / 編曲 - 岡本洋 / 歌 - 鴨下泰子
オープニングフィルムは第1 - 31話までのものと、第32 - 48話までのものの、2種類が使用された。後者では、ジェット合体グランバードやスーパーガーディオンの合体シークエンス、それにグレートファイバードや3獣合体ドライアスなど番組中盤から登場する勇者やビークルなども新たに追加された他、天野博士、ケンタ、ハルカとともに自家用車に乗り、ラストの写真撮影に写る、国枝美子も追加されている。
この他、タイトル表示時に「太陽の勇者」の部分が背景に溶け込んで見辛らかったことを受け、第5話より黄色い枠が用意された。
エンディングテーマ「見つめていたい」
作詞 - 松宮恭子 / 作曲 - 水島康宏 / 編曲 - 西平彰 / 歌 - 佐藤幸世
テレビシリーズのショートバージョンは、2番とサビを付け足す形で編集がなされている。
挿入歌
「FIGHBIRD!」（第45話）
作詞 - 谷田部勝義、松宮恭子 / 作曲・編曲 - 工藤隆 / 歌 - 天野世界平和合唱団
「遠い故郷」（第47話）
作詞 - 松宮恭子 / 作曲 - 渡辺俊之 / 編曲 - 工藤隆 / 歌 - 佐藤幸世
「ドラジャンヌードルCMソング」（第27話）
作詞 - 暗黒食品企画室 / 作曲・編曲 - 渡辺俊之 / 歌 - 神代知衣（山咲モモコ）&ドラジャンシンガーズ

## 各話リスト
| 話数 | サブ タイトル                       | 脚本                | ストーリーボード    | 演出       | 作画監督                          | 放送日         | 登場メカ獣                           |
| ---- | ----------------------------------- | ------------------- | ------------------- | ---------- | --------------------------------- | -------------- | ------------------------------------ |
| 1    | 奇跡の勇者（ミラクルヒーロー）登場! | 平野靖士            | 森田風太            | 西山明樹彦 | 植田均（キャラ） 大張正己（メカ） | 1991年 2月2日  | サンドトレマー                       |
| 2    | サミット爆破2秒前                   | 平野靖士            | 大庭秀昭            | 大庭秀昭   | 直井正博                          | 2月9日         | ブラフレイ シーグラフ                |
| 3    | 勢ぞろい宇宙警備隊                  | 平野靖士            | 高松信司            | 高松信司   | 佐々門信芳                        | 2月16日        | ベノマベント                         |
| 4    | 恐怖の血液ウイルス                  | 星山博之            | 石踊宏              | 大畑清隆   | 平井久司 (中村プロ)               | 2月23日        | マンティソール スケアガン            |
| 5    | SOS! 深海3千M（メートル）           | 平野靖士 志茂文彦   | 西山明樹彦          | 西山明樹彦 | 山本佐和子                        | 3月2日         | グロビール                           |
| 6    | 激突! 弾丸列車                      | 平野靖士            | 大庭秀昭            | 大庭秀昭   | 直井正博                          | 3月9日         | ゴアトップ                           |
| 7    | 勇太郎と宝石泥棒                    | 平野靖士 志茂文彦   | 日高政光            | 日高政光   | 植田均（キャラ） 大張正己（メカ） | 3月16日        | スタンギアー                         |
| 8    | 悪魔の追跡                          | 平野靖士            | 高松信司            | 高松信司   | 佐々門信芳                        | 3月23日        | ダビアス                             |
| 9    | わしがDr.（ドクター）ジャンゴだ!    | 星山博之            | 石踊宏              | 石踊宏     | 中村旭良 (中村プロ)               | 3月30日        | バーバス                             |
| 10   | 5万人の人質                         | 平野靖士 志茂文彦   | 大庭秀昭            | 大庭秀昭   | 直井正博                          | 4月6日         | バイスキッド                         |
| 11   | 花よ よみがえれ                     | 平野靖士 冨岡淳広   | 西山明樹彦          | 西山明樹彦 | 山本佐和子                        | 4月13日        | ベクサー                             |
| 12   | 赤い海の恐怖                        | 平野靖士            | 日高政光            | 日高政光   | 植田均（キャラ） 大張正己（メカ） | 4月20日        | ベインブル                           |
| 13   | 三人の科学者                        | 平野靖士 冨岡淳広   | 森田風太            | 高松信司   | 佐々門信芳                        | 4月27日        | パラザイト                           |
| 14   | 燃えよ G（ガード）ファイアー        | 平野靖士 志茂文彦   | 石踊宏              | 石踊宏     | 中村旭良                          | 5月4日         | ドラウター                           |
| 15   | 初恋電話をつなげ                    | 平野靖士            | 大庭秀昭            | 大庭秀昭   | 直井正博                          | 5月11日        | デスタロイド                         |
| 16   | Dr.（ドクター）ジャンゴの大地震     | 星山博之            | 菊池一仁            | 大畑清隆   | 相澤昌弘                          | 5月25日        | グロウラー                           |
| 17   | 狂ったコンピュータ都市              | 平野靖士 冨岡淳広   | 日高政光            | 日高政光   | 山本佐和子                        | 6月1日         | スカルハイド                         |
| 18   | 消えた街の謎                        | 平野靖士 冨岡淳広   | 高松信司            | 高松信司   | 佐々門信芳                        | 6月8日         | モウルトード                         |
| 19   | 伝説の秘宝                          | 平野靖士 志茂文彦   | 西山明樹彦          | 西山明樹彦 | 中村旭良                          | 6月15日        | ディアブラーダ                       |
| 20   | アメリカ征服宣言                    | 平野靖士            | 森田風太            | 大庭秀昭   | 直井正博                          | 6月22日        | フレイガン インスレイバー            |
| 21   | アメリカを奪還せよ!                 | 平野靖士 冨岡淳広   | 石踊宏              | 越智浩仁   | 植田均（キャラ） 大張正己（メカ） | 6月29日        | フレイガン インスレイバー            |
| 22   | G（ガード）ウイング危機一髪         | 平野靖士 志茂文彦   | 杉島邦久            | 日高政光   | 山本佐和子                        | 7月6日         | テラグラント                         |
| 23   | 登場! S（スーパー）ガーディオン     | 渡辺麻実            | 菊池一仁            | 大畑清隆   | 秦野好紹 相澤昌弘                 | 7月13日        | デカシター ゴルジア                  |
| 24   | 恐るべき 宇宙植物                   | 星山博之            | 高松信司            | 高松信司   | 中村旭良                          | 7月20日        | イルシーダ                           |
| 25   | プリンス ファイバード               | 平野靖士 志茂文彦   | 大庭秀昭            | 大庭秀昭   | 直井正博                          | 7月27日        | イナマズ                             |
| 26   | デビルストーンの謎                  | 渡辺麻実            | 西山明樹彦 森田風太 | 西山明樹彦 | 佐々門信芳                        | 8月3日         | ダズラー                             |
| 27   | 悪魔の音楽（メロディー）            | 平野靖士            | 森田風太            | 西山明樹彦 | 植田均（キャラ） 大張正己（メカ） | 8月10日        | ゴーマダー                           |
| 28   | 凍りついた夏                        | 平野靖士 伊藤康隆   | 杉島邦久            | 越智浩仁   | 山本佐和子                        | 8月17日        | ドロータス                           |
| 29   | 飛べ ファイアーシャトル             | 平野靖士 御崎剛司   | 日高政光            | 日高政光   | 中村旭良                          | 8月24日        | グライパー                           |
| 30   | 狙われた 宇宙基地                   | 平野靖士 志茂文彦   | 大庭秀昭            | 大庭秀昭   | 直井正博                          | 8月31日        | サベイジャー                         |
| 31   | エースバロンと嘘つき少女            | 星山博之            | 大畑清隆            | 大畑清隆   | 佐々門信芳                        | 9月7日         | ガイロン                             |
| 32   | 出た! 最強合体                      | 平野靖士 冨岡淳広   | 高松信司            | 高松信司   | 植田均（キャラ） 大張正己（メカ） | 9月14日        | マスジャイバー                       |
| 33   | 過去からのメッセージ                | 平野靖士 志茂文彦   | 菊池一仁            | 越智浩仁   | 相澤昌弘                          | 9月21日        | ヘルカース                           |
| 34   | 赤ちゃん救出作戦                    | 渡辺麻実            | 杉島邦久            | 西山明樹彦 | 山本佐和子                        | 9月28日        | フライドール                         |
| 35   | 科学者たちの挑戦                    | 平野靖士 冨岡淳広   | 大庭秀昭            | 大庭秀昭   | 直井正博                          | 10月5日        | ピポケイブ                           |
| 36   | 吸血の街                            | 平野靖士 志茂文彦   | 日高政光            | 日高政光   | 中村旭良                          | 10月12日       | スティンバット                       |
| 37   | 幽霊船の秘密                        | 平野靖士            | 菊池一仁            | 大畑清隆   | 佐々門信芳                        | 10月19日       | アノメラス                           |
| 38   | チャンプと巨大ゴリラ                | 平野靖士            | 高松信司            | 高松信司   | 植田均（キャラ） 大張正己（メカ） | 10月26日       | 巨大ゴリラ                           |
| 39   | 勇太郎の授業参観                    | 平野靖士 長田敏靖   | 石踊宏              | 越智浩仁   | 山本佐和子                        | 11月16日       | インペアラー                         |
| 40   | 激突! ママ対火鳥                    | 平野靖士 志茂文彦   | 森田風太            | 大庭秀昭   | 直井正博                          | 11月23日       | トランサイト                         |
| 41   | 大奮戦! 佐津田刑事                  | 平野靖士 浅井かをる | 日高政光            | 日高政光   | 柳沢哲也 (中村プロ)               | 11月30日       | ブライマント                         |
| 42   | パパになった勇太郎                  | 渡辺麻実            | 菊池一仁            | 西山明樹彦 | 秦野好紹                          | 12月7日        | ジンメン                             |
| 43   | 俺たちの使命                        | 平野靖士 冨岡淳広   | 大畑清隆            | 大畑清隆   | 佐々門信芳                        | 12月14日       | ガルベージ                           |
| 44   | ブラッククリスマス                  | 平野靖士 志茂文彦   | 杉島邦久            | 高松信司   | 植田均（キャラ） 大張正己（メカ） | 12月21日       | エピデミア                           |
| 45   | 海底基地浮上                        | 平野靖士 冨岡淳広   | 大庭秀昭            | 大庭秀昭   | 直井正博                          | 12月28日       | メドソイド                           |
| 46   | 出現! デビルの塔                    | 平野靖士            | 菊池一仁            | 越智浩仁   | 山本佐和子                        | 1992年 1月18日 | ソドム ゴモラ                        |
| 47   | 決戦! ギアナ高地                    | 平野靖士            | 日高政光            | 西山明樹彦 | 柳沢哲也 久行宏和 (中村プロ)      | 1月25日        | オーガニックドライアス ソドム ゴモラ |
| 48   | さらば 宇宙警備隊                   | 平野靖士            | 日高政光            | 日高政光   | 植田均（キャラ） 大張正己（メカ） | 2月1日         | オーガニックドライアス ソドム ゴモラ |

## 放送局
太字は同時ネット。系列は本放送当時のものを使用。
| 放送対象地域                                       | 放送局             | 系列                                         | 放送時間                                                                    | 備考                 |
| -------------------------------------------------- | ------------------ | -------------------------------------------- | --------------------------------------------------------------------------- | -------------------- |
| 中京広域圏                                         | 名古屋テレビ       | テレビ朝日系列                               | 土曜 17:00 - 17:30                                                          | 制作局               |
| 関東広域圏                                         | テレビ朝日         | テレビ朝日系列                               | 土曜 17:00 - 17:30                                                          |                      |
| 北海道                                             | 北海道テレビ       | テレビ朝日系列                               | 金曜 17:00 - 17:30（第9話まで、先行放送） →土曜 17:00 - 17:30（第10話以降） |                      |
| 青森県                                             | 青森朝日放送       | テレビ朝日系列                               | 土曜 17:00 - 17:30                                                          | 1991年10月開局から   |
| 宮城県                                             | 東日本放送         | テレビ朝日系列                               | 土曜 17:00 - 17:30                                                          |                      |
| 秋田県                                             | 秋田放送           | 日本テレビ系列                               | （遅れネット）                                                              |                      |
| 山形県                                             | テレビユー山形     | TBS系列                                      | 日曜 10:30 - 11:00                                                          |                      |
| 福島県                                             | 福島放送           | テレビ朝日系列                               | 土曜 17:00 - 17:30                                                          |                      |
| 新潟県                                             | 新潟テレビ21       | テレビ朝日系列                               | 土曜 17:00 - 17:30                                                          |                      |
| 長野県                                             | テレビ信州         | 日本テレビ系列                               | 土曜 17:00 - 17:30                                                          | 1991年3月まで        |
| 長野県                                             | 長野朝日放送       | テレビ朝日系列                               | 土曜 17:00 - 17:30                                                          | 1991年4月開局から    |
| 静岡県                                             | 静岡けんみんテレビ | テレビ朝日系列                               | 土曜 17:00 - 17:30                                                          |                      |
| 富山県                                             | 富山テレビ         | フジテレビ系列                               | 水曜 16:25 - 16:55                                                          | 1992年3月4日まで放送 |
| 石川県                                             | 石川テレビ         | フジテレビ系列                               | （遅れネット）                                                              | 1991年9月まで        |
| 石川県                                             | 北陸朝日放送       | テレビ朝日系列                               | 土曜 17:00 - 17:30                                                          | 1991年10月開局から   |
| 福井県                                             | 福井放送           | 日本テレビ系列                               | 月曜 17:00 - 17:30                                                          | [ 注 19 ]            |
| 近畿広域圏                                         | 朝日放送           | テレビ朝日系列                               | 金曜 17:00 - 17:30                                                          | [ 注 20 ]            |
| 広島県                                             | 広島ホームテレビ   | テレビ朝日系列                               | 土曜 17:00 - 17:30                                                          |                      |
| 山口県                                             | テレビ山口         | TBS系列                                      | （遅れネット）                                                              |                      |
| 香川県 岡山県                                      | 瀬戸内海放送       | テレビ朝日系列                               | 土曜 17:00 - 17:30                                                          |                      |
| 愛媛県                                             | テレビ愛媛         | フジテレビ系列                               | 木曜 17:25 - 17:55                                                          |                      |
| 高知県                                             | テレビ高知         | TBS系列                                      | （遅れネット）                                                              |                      |
| 徳島県                                             | 四国放送           | 日本テレビ系列                               | （遅れネット）                                                              |                      |
| 福岡県                                             | 九州朝日放送       | テレビ朝日系列                               | 土曜 17:00 - 17:30                                                          |                      |
| 長崎県                                             | 長崎文化放送       | テレビ朝日系列                               | 土曜 17:00 - 17:30                                                          |                      |
| 熊本県                                             | 熊本朝日放送       | テレビ朝日系列                               | 土曜 17:00 - 17:30                                                          |                      |
| 大分県                                             | 大分放送           | TBS系列                                      | （遅れネット）                                                              |                      |
| 宮崎県                                             | テレビ宮崎         | フジテレビ系列 日本テレビ系列 テレビ朝日系列 | （遅れネット）                                                              |                      |
| 鹿児島県                                           | 鹿児島放送         | テレビ朝日系列                               | 土曜 17:00 - 17:30                                                          |                      |
| 沖縄県                                             | 琉球放送           | TBS系列                                      | 水曜 17:30 - 18:00                                                          |                      |
| 未放送地域：岩手県・山梨県・鳥取県・島根県・佐賀県 |                    |                                              |                                                                             |                      |

## ラジオドラマ「ユリちゃんに愛の花束を…」
本作品終了後に、ラジオ番組『勇者王への道』（1997年4月 - 9月、文化放送他）内にて放送された、全4話のラジオドラマ。テレビシリーズの第33回直後を描いた物語となっており、後述の通りCD化もなされている。

## 関連商品

### 玩具・食玩・その他立体物
玩具
タカラ（現・タカラトミー）
- 武装合体ファイバード
- ジェット合体グランバード
- 最強合体グレートファイバード（武装合体ファイバード・ジェット合体グランバードのセット）
- フレイムソード
- ブレスロボ リスター
- エースバロン
- ドリルバロン
- ロードバロン
- アクアバロン
- スカイバロン
- 5体合体サンダーバロン（エースバロン・ドリルバロン・ロードバロン・アクアバロン・スカイバロンのセット）
- ガードスター
- ガードファイヤー
- ガードレスキュー
- ガードウィング
- 3体合体ガーディオン（ガードスター・ガードファイヤー・ガードレスキューのセット）
- 4体合体スーパーガーディオン（ガードスター・ガードファイヤー・ガードレスキュー・ガードウィングのセット）
- 3獣合体ドライアス
- フレイムショット
- ブルーレイカー
- グリーンレイカー
- STD（スタンダード）武装合体 ファイバード（ファイバードはファイヤージェットへ簡易変形可）
- STD スーパーガーディオン（新規造形のガーディオンとガードウィング〈ヘリ〉を合体させる。ガーディオンの分離および、ガードウィングへのロボット形態への変形はいずれも不可）
- STD最強合体 グレートファイバード（新規造形の非変形ファイバードと非変形ファイヤーシャトルを合体させる。その他の形態はファイバードの武装合体のみ可）
- ヒーロー3体セット（武装合体 ファイバード・サンダーバロン・ガーディオンのソフビ製フィギュアのセット）
- ヒーロー対決セット（グレートファイバード・スーパーガーディオン・ドライアスのソフビ製フィギュアのセット）
- 新世紀勇者復活計画 武装合体 ファイバード（2002年発売の復刻版。本作品の終了後に施行されたPL法により、対象年齢15歳以上とされている）

グッドスマイルカンパニー
- THE合体 ファイバード
- THE合体 グランバード

食玩
カバヤ食品
- 太陽の勇者ファイバード ガム（軟質プラスチック製の組み立てモデル入りガム）

- 第1弾-武装合体ファイバード、ガードスター、ガードファイヤー、ガードレスキュー（3種そろうことで、ガーディオンに合体可能）
- 第2弾-ガードウイング、エースバロン、サンダーバロン（ジェットモードに変形。単体ロボへの変形は不可能）、ドライアス（ジェットモードに組み換え変形、単体ビースト形態への変形は不可能）
- 第3弾-グレートファイバード、ジェット合体グランバード、スーパーガーディオン

- PDスーパーファイバードガム

- 武装合体ファイバード、サンダーバロン、ガーディオン

- 太陽の勇者ファイバード チョコ（無彩色ミニプラモ。全種非変形）

- 第1弾-ファイバード、エースバロン、ドリルバロン、ロードバロン、アクアバロン、スカイバロン
- 第2弾-武装合体ファイバード、ガードスター、ガードファイヤー、ガードレスキュー、ガーディオン、サンダーバロン
- 第3弾-グレートファイバード、ジェット合体グランバード、ガードウイング、スーパーガーディオン

- グレートチェンジロボガム 武装合体ファイバード（変形合体および、火鳥勇太郎の合体も独自解釈により再現）
- 勇者伝説ブレイブガム

- 武装合体ファイバード（第3弾にて発売。火鳥勇太郎の合体や、フレイムキャノンを除く各部火器の展開ギミックはオミット）

バンダイ
- 勇者列伝COLLECTION
  - 武装合体ファイバード（第1弾にて発売）

- SMP（ショクガン・モデリング・プロジェクト）太陽の勇者ファイバード 1（一般販売。全種揃うことで武装合体ファイバードが完成）

- ファイヤージェットA、ファイヤージェットB、フレイムブレスター＆アンドロイド（アンドロイドはアクションポーズが取れる大型サイズとファイバードのコアに変形できる小型サイズがある）

- SMP 太陽の勇者ファイバード 2（一般販売。全種揃うことでジェット合体グランバードが完成。第1弾のファイバードを揃えば、グレートファイバードに合体可能）

- ファイヤーシャトルA、ファイヤーシャトルB、ブレスタージェット

- SMP 太陽の勇者ファイバード ドライアス(「プレミアムバンダイ」キャンディオンラインショップ限定【現在は販売終了】。ジェットモード、ビーストモードに変形可能)
- 勇者伝説COLLECTION

- 武装合体ファイバード（第1弾にて発売）

プラモデル
いずれも発売元は童友社。
- ファイバード
- 武装合体ファイバード
- ガードスター
- ガードファイヤー
- ガードレスキュー
- ガーディオン

アクションフィギュア
ユージン
- マスターアクション グレートファイバード

シーエムズコーポレーション
- メカアクションシリーズ

- 武装合体ファイバード
- 2大勇者セット グレートエクスカイザー＆グレートファイバード

### 映像・音楽ソフト
ビデオ
ビデオ・LDとも、発売元はビクター音楽産業。
- 太陽の勇者ファイバード（1991年10月25日 - 1992年9月4日、全12巻）
  - テレビシリーズ全話のソフト化。各巻4話（第5巻のみ3話、第12巻のみ5話）収録。

- 太陽の勇者ファイバード 〜 バーニングファイバード発動編（1991年8月16日、全1巻）
  - 勇者たちの変形合体、アクションなどを中心としたハイライト版。

LD
- 太陽の勇者ファイバード 勇者メモリアルBOX（1994年3月25日）全48話収録、12枚組。

DVD
いずれも発売元はバンダイビジュアル(現：バンダイナムコフィルムワークス)。
- 太陽の勇者ファイバード BRAVE-BOX 1（2004年10月22日） 第1 - 24話を収録、4枚組。
- 太陽の勇者ファイバード BRAVE-BOX 2（2004年12月23日） 第25 - 48話を収録、4枚組。
- 太陽の勇者ファイバード メモリアルボックス（2009年8月25日） 全48話収録、8枚組。

CD
いずれも発売元はビクター音楽産業。
- 太陽の勇者ファイバード VOl.1（1991年3月21日）
- 太陽の勇者ファイバード VOl.2（1991年8月21日）
  - 上記2枚ともサウンドトラックCDとして発売。主題歌・挿入歌や主要なBGMが収録されているが、収録時間の都合上、未収録の楽曲も少なからず存在する。

- 『太陽の勇者ファイバード』ユリちゃんに愛の花束を…（1997年11月21日）
  - 本作品終了後に、ラジオ番組『勇者王への道』（1997年、文化放送他）内にて放送されたラジオドラマのCD化。

### ゲーム
アイレム
- ゲームボーイ ソフト『太陽の勇者ファイバードGB』
- ファミリーコンピュータ ソフト『太陽の勇者ファイバード』

タカラ
- PlayStation（PS1）ソフト『新世代ロボット戦記ブレイブサーガ』
- PS1ソフト『ブレイブサーガ2』
- ゲームボーイカラー ソフト『ブレイブサーガ 新章 アスタリア』